# Элишева (жена Аарона)
Элише́ва (или Элише́ба, или Елисавет, или Елисаве́та; букв. «Бог есть клятва её» или «Бог клятвы») — персонаж Пятикнижия, жена первого еврейского первосвященника Аарона, старшего брата Моисея и его сподвижника при освобождении евреев из египетского рабства.
В Ветхом Завете это имя встречается только однажды.
Элишева была дочерью Аминадава (сына Арама) и сестрой Нахшона (Касона), из колена Иудина. У Элишевы было четверо детей: Надав, Авиху (Авиуд), Елеазар и Ифамар.
В Новом Завете имя «Елисавета» встречается опять, и эта перекличка символическая. Им зовется жена священника Захарии, из рода Аарона, мать Иоанна Крестителя, родившегося от неё уже в старости.